# 内斯托尔·科梅纳雷斯
内斯托尔·恩里克·科梅纳雷斯·乌斯卡特吉（西班牙語：Néstor Enrique Colmenares Uzcategui，1987年9月5日—），委内瑞拉职业篮球运动员，委内瑞拉国家男子篮球队成员，司职小前锋/大前锋，绰号是“野兽”（“La Bestia”）。